# Heather Logghe
Heather Logghe es una becaria de investigación quirúrgica en el Hospital Universitario Thomas Jefferson. Inició el movimiento viral #ILookLikeASurgeon (parezco un cirujano), un hashtag que llegó a más de cien millones de personas en Twitter.

## Trayectoria
Logghe se graduó en la Universidad de California en 2011. Empezó una residencia quirúrgica en la Universidad de Carolina del Norte en Chapel Hill y se tomó dos años de descanso para investigar. Estudió las cirugías laparoscópicas, e identificó que la revisión laparoscópica de derivaciones puede evitar las complicaciones de la revisión abierta.
En octubre de 2015, inició la campaña viral en Twitter #ILookLikeASurgeon mientras era residente de cirugía preliminar. Se inspiró en la campaña #ILookLikeAnEngineer (parezco un ingeniero). Las publicaciones en las redes sociales generaron cientos de millones de impresiones, incluyendo el Colegio Americano de Cirujanos y el Real Colegio de Cirujanos, así como medios de comunicación. En 2017, la campaña fue seleccionada como portada del periódico The New Yorker.
Desde entonces ha publicado artículos revisados por expertos sobre la evolución de la imagen de los cirujanos y ha proporcionado directrices para el uso de las redes sociales por parte de los cirujanos. Cree que Twitter puede ser una herramienta útil para el avance en la cirugía académica. En 2017 se incorporó al Hospital Universitario Thomas Jefferson como becaria de investigación quirúrgica, para estudiar cómo pueden utilizarse las redes sociales para difundir las investigaciones, la educación médica y la atención al paciente.

## Reconocimientos
Ganó el premio Chancellor's Award for the Advancement of Women de 2012.